# Бриджес, Фиделия

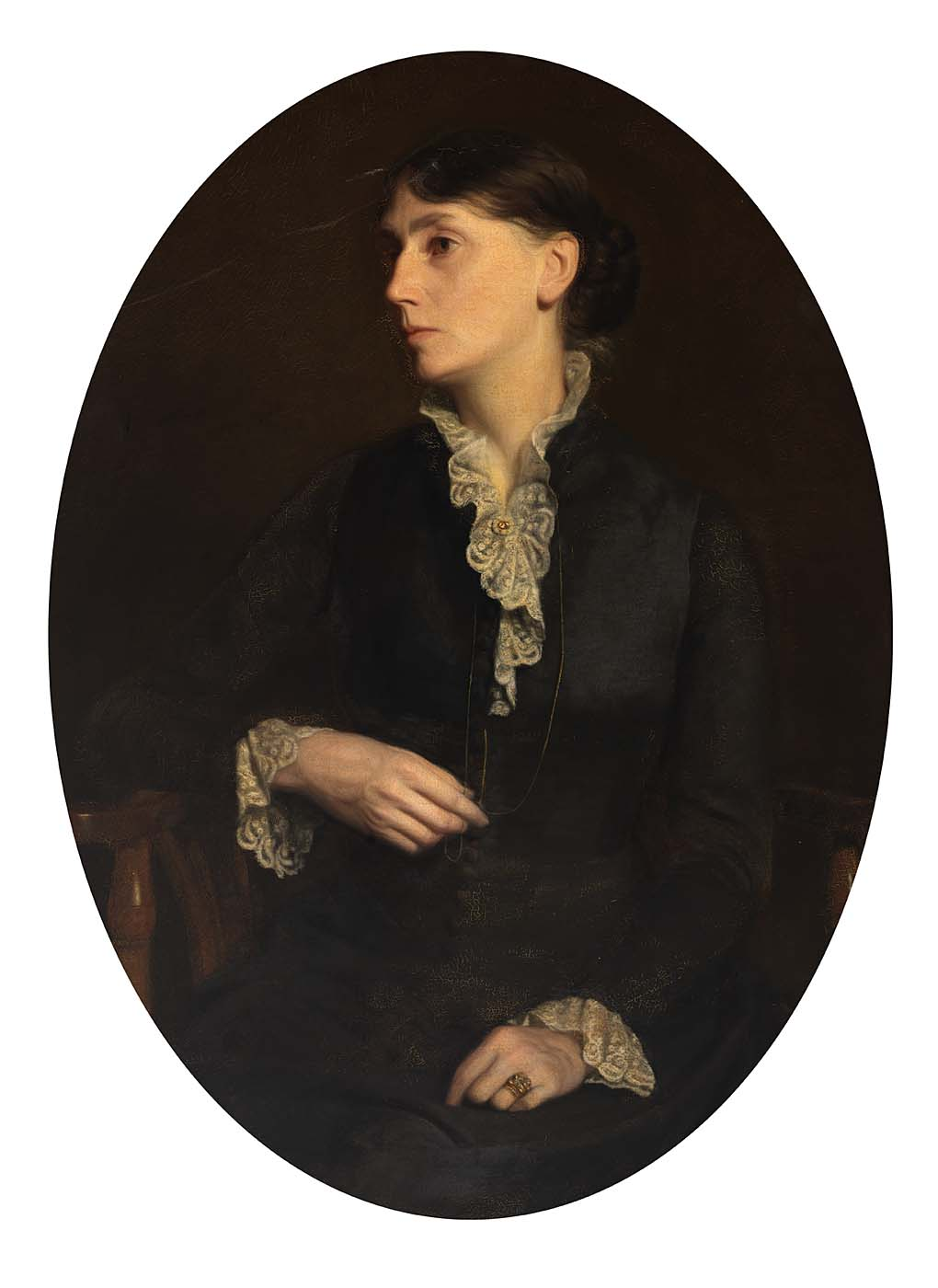
Портрет Фиделии Бриджес работы Оливера Лэя

Фиделия Бриджес (англ. Fidelia Bridges; 1834—1923) — американская художница, единственная женщина в группе выдающихся художников Американского общества акварелистов; также иллюстратор, её работы были опубликованы в книгах, журналах и на поздравительных открытках.

## Биография
Родилась 19 мая 1834 года в городе Сейлем, штат Массачусетс, в семье морского капитана Генри Бриджеса (англ. Henry Gardiner Bridges, 1789—1849) и его жены — Элизы Чедвик (англ. Eliza Chadwick Bridges, 1791—1850). Фиделия осиротела в возрасте пятнадцати лет после смерти обоих родителей. В семье осталось четверо детей — Элиза, Элизабет, Фиделия и Генри, которые жили в доме по Эссекс-Стрит, 100, ныне известном как Fedelia Bridges Guest House. Фиделия и Элиза, как самые старшие дети, стали опекунами младших детей — Элизабет и Генри.
Фиделия стала заниматься рисованием и подружилась со скульптором и владельцем художественного училища — Энн Уитни (англ. Anne Whitney, 1821—1915). Затем она переехала в Бруклин, Нью-Йорк; за ней приехала Элиза, которая основала здесь в 1854 году школу, но вскоре умерла от туберкулёза (1856). Фиделия с сестрой Элизабет приняли школу на себя, где занимались и преподаванием. Но Фиделия вскоре отказалась от преподавания, чтобы сосредоточиться на рисовании. В 1860 году она поступила в Академию изобразительных искусств Пенсильвании в Филадельфии, где познакомилась с художником Уильямом Ричардсом и стала близким человеком в его семье. В 1862 году она открыла в Филадельфии собственную студию. Оставаясь другом семьи Ричардса, она сопровождала их в путешествиях в Lake George в Пенсильвании и Lehigh Valley в Нью-Джерси. Через Уильяма Ричардса Фиделия познакомилась с некоторыми его покровителями, которые стали и её патронами, а также коллекционерами её работ, которые она выставляла в Академии изобразительных искусств Пенсильвании. В 1865 году Бриджес покинула Филадельфию и основала свою студию на верхнем этаже Brown’s house в Бруклине, где жили Энн Уитни, а также её спутница Аделин Мэннинг (англ. Adeline Manning), художница из Бостона.
После Гражданской войны она училась один год в Риме и путешествовала с Аделин Мэннинг и Энн Уитни. В Соединенные Штаты она вернулась осенью 1868 года. Её работы выставлялись в Национальной академии дизайна. Путешествовала по США, одними из её любимых мест были Стратфорд, штат Коннектикут, и река Хусатоник, штат Массачусетс. В Стратфорде она была знакома с художником Оливером Лэем, который перед самой своей смертью в 1890 году успел написать портрет Фиделии. В 1873 году Бриджес была избрана в Национальную академию дизайна, периодически проводила свои выставки. В 1879—1880 годах она побывала в Англии, а некоторые её работы были показаны в Королевской академии художеств. После визита в Англию Бриджес вернулась в Бруклин, где продолжала жить и работать. В течение 1883 года она была гувернанткой трёх дочерей Марка Твена, который коллекционировал её работы.
Умерла 14 мая 1923 года после инсульта в городе Кейнан, округ Литчфилд, штат Коннектикут, и была похоронена на городском кладбище Mountain View Cemetery. Замужем не была.

## Труды
Произведения Фиделии Бриджес находятся во многих музеях США, в том числе в Смитсоновском институте и Метрополитен-музее.

Работы
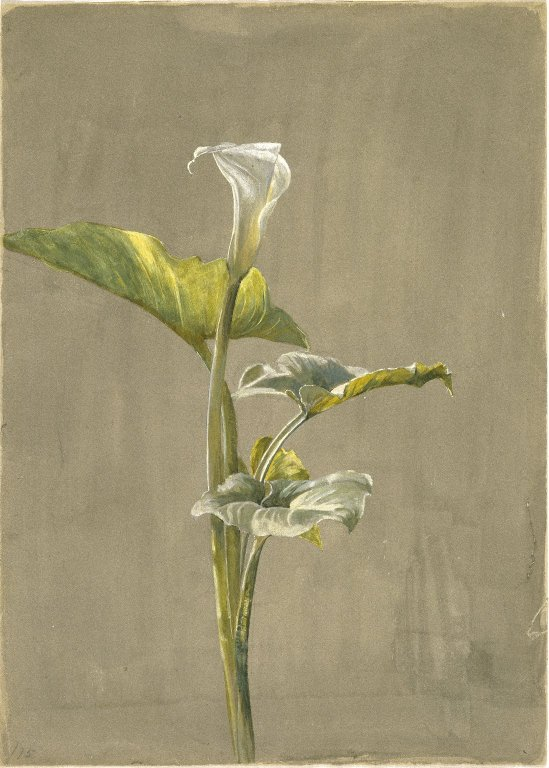
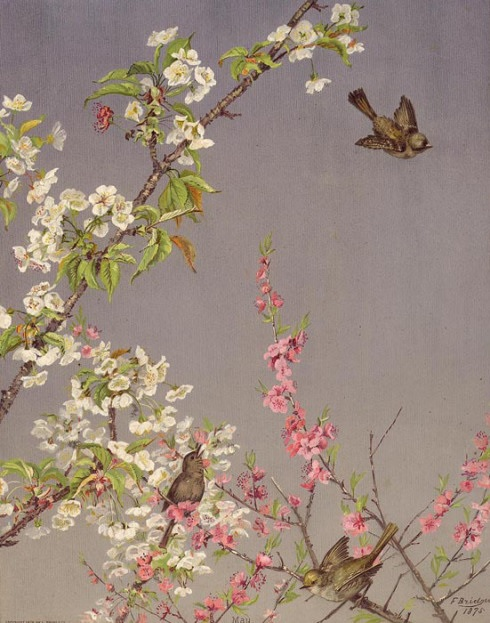
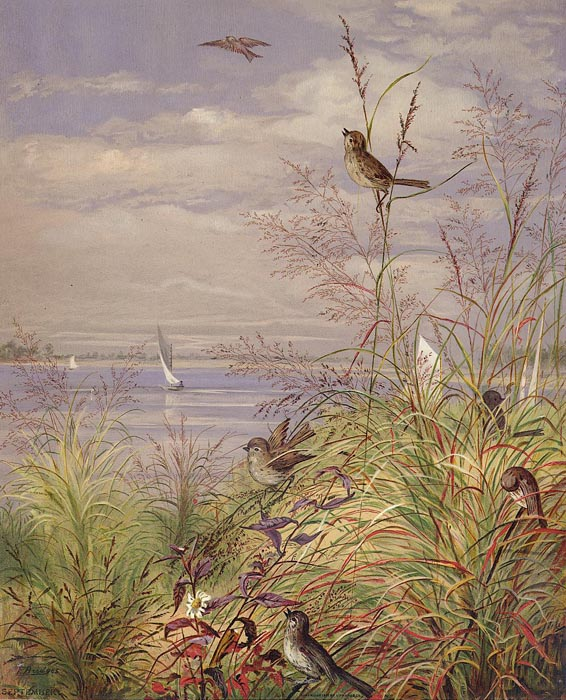
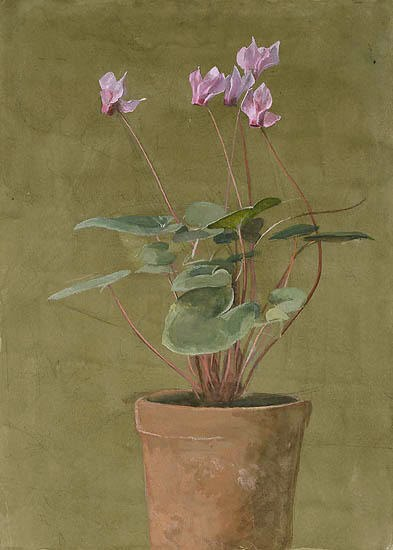